# Добре самопочуття: нова терапія настрою
Добре самопочуття: нова терапія настрою — книга американського психіатра Девідом Д. Бернсом, яка була вперше опублікована в 1980 році. В книзі автор популяризував когнітивно-поведінкову терапію.

## Витоки
Ідеї книги "Добре самопочуття: нова терапія настрою"  сформувались із незадоволеності звичайним фрейдистським лікуванням депресії. Наставник Бернса, Аарон Т. Бек (вважається «батьком» когнітивної терапії), дійшов висновку, що немає емпіричних доказів успіху фрейдистського психоаналізу в лікуванні депресивних людей, негативні почуття, такі як депресія та тривога, викликаються думками чи сприйняттям відповідних ситуацій. Іншими словами, наші думки (або «когніції») створюють усі наші почуття, таким чином, коли ми робимо здорові зміни в своєму мисленні, ми відчуваємо здорові зміни у своєму самовідчутті. Передмову у книзі «Добре самопочуття: нова терапія настрою» написав Аарон Т. Бек.

## Популярність
Після публікації книги, журнал Behavioral Medicine назвав її однією з десяти найкращих наукових книг про поведінку 1980 року, а у 1994 році The Authoritative Guide to Self-Help Books визнав, що це книга, яку найчастіше рекомендують пацієнтам із депресією спеціалісти з психічного здоров’я.  «Добре самопочуття: нова терапія настрою» у 2006 році була включена до «50 класичних творів самодопомоги» Тома Батлера-Боудона.  У Сполучених Штатах було продано понад чотири мільйони примірників книги, а також вона була видана в Аргентині, Австралії, Австрії, Канаді, Китаї, Франції, Німеччині, Індії, Індонезії, Ірані, Ізраїлі, Японії, Кореї, Мексиці, Норвегії, Польщі, Україні, Португалії, Іспанії, Югославії та багатьох інших країнах. 

## Переваги бібліотерапії
Не великі дослідження показали, що читання «Добре самопочуття: нова терапія настрою» для самостійної бібліотерапії мало великий корисний вплив на лікування депресії.  
Одне з досліджень виявило, що для людей похилого віку з легкою та помірною депресією читання «Добре самопочуття: нова терапія настрою»  із короткими періодичними розмовами з психотерапевтом по телефону було ефективним засобом лікування депресії .
У своєму підручнику «Когнітивна терапія: основи та далі» американський психолог Джудіт С. Бек  рекомендує «Добре самопочуття: нова терапія настрою»  як «книгу для непрофесіоналів» для використання пацієнтами, які проходять  когнітивно-поведінкову терапію.

## Посібник із хорошого самопочуття
Книга «Посібник із хорошого самопочуття»  Девіда Д. Бернса містить пояснення принципів когнітивно-поведінкової терапії та докладно описує способи покращення настрою людини шляхом виявлення та усунення поширених когнітивних спотворень, а також методи поліпшення навичок спілкування. У книзі надаються вправи для виявлення когнітивних спотворень та заміни їх здоровими переконаннями.
Ця книга була опубліковано в 1989 році (ISBN 978-0-452-28132-5 ).

### Ефективність
Використання бібліотерапії у  когнітивно-поведінкової терапії було предметом рандомізованого контрольованого дослідження, у якому пацієнти, які чекали на отримання консультації щодо депресії, отримували копію подібної книги. Такі пацієнти в рази знизили свої бали в тестах на депресію порівняно з контрольною групою.
У 2013 році «Посібник із хорошого самопочуття»  Девіда Д. Бернса, була однією з 30 книг, схвалених англійською організацією The Reading Agency, яка поширює переваги читання серед дітей і дорослих у Великій Британії, в рамках проекту з рекомендації книг для самодопомоги людям із проблемами психічного здоров’я .